# Florent Mabille
Florent Mabille (Charleroi, 27 de octubre de 1996) es un deportista belga que compite en atletismo, especialista en las carreras de velocidad.
Ganó una medalla de bronce en el Campeonato Europeo de Atletismo en Pista Cubierta de 2025, en la prueba de 4 × 400 m. Participó en los Juegos Olímpicos de París 2024, ocupando el cuarto lugar en la misma prueba.

## Palmarés internacional
| Campeonato Europeo en Pista Cubierta | Campeonato Europeo en Pista Cubierta | Campeonato Europeo en Pista Cubierta | Campeonato Europeo en Pista Cubierta |
| Año                                  | Lugar                                | Medalla                              | Prueba                               |
| ------------------------------------ | ------------------------------------ | ------------------------------------ | ------------------------------------ |
| 2025                                 | Apeldoorn (Países Bajos)             | Medalla de bronce                    | 4 × 400 m                            |